# Albizia anthelmintica
Albizia anthelmintica är en ärtväxtart som beskrevs av Adolphe-Théodore Brongniart. Albizia anthelmintica ingår i släktet Albizia och familjen ärtväxter. Inga underarter finns listade i Catalogue of Life.